# Sofia Nordin Fischer
Sofia Nordin Fischer, född 1973 i Stockholm, är en svensk översättare av engelskspråkig litteratur. Nordin Fischer har översatt verk av bland andra Leslie Jamison, Barbara Kingsolver och Zora Neale Hurston.
Hon är gift med Svante Fischer.